# Strongs Prairie, Wisconsin
Strongs Prairie là một thị trấn thuộc quận Adams, tiểu bang Wisconsin, Hoa Kỳ. Năm 2010, dân số của thị trấn này là 1.120 người.